# Semovente 75/34
Semovente 75/34 bylo italské samohybné dělo, vyvinuté a použité během druhé světové války. Bylo vytvořeno zabudováním 75mm kanónu do podvozku středního tanku M15/42. Ačkoliv bylo před italskou porážkou v září 1943 vyrobeno 192 kusů, vozidlo nebylo použito k boji proti Spojencům v rámci italských ozbrojených sil. Většina jich byla zabrána německou armádou po uzavření příměří Itálie a použita proti Spojencům v Itálii a povstalcům na Balkáně.